# Udong
Udong (en camboyano: ឧដុង្គ) o el complejo arqueológico de Udong —también llamado Monte Trono Real—, fue el lugar en donde se estableció la capital del Reino de Camboya (1618-1866) antes de que dicho título pasara a la actual Phnom Penh en 1866 por presión de los franceses. Conocida en la actualidad además como la "ciudad de los reyes", el último monarca en residir en ella fue el rey Norodom, el cual la abandonó con su corte para establecerse en la actual capital. Si bien la ciudad perdió su rango de capital, ha permanecido como un punto estratégico, de respeto por parte del pueblo y objeto de estudio por parte de la arqueología y la historia. Durante la guerra sufrió repetidos bombardeos por parte de las fuerzas militares estadounidenses y fue destruida y su población dispersada por Ta Mok y los jemeres rojos en su victoriosa avanzada hacia la toma de Phnom Penh que se haría efectiva el 17 de abril de 1970. El nombre "udong (ឧដុង្គ)", proveniente del Sánscrito उत्तुङ्ग, traduce "Elevado" o "Superior" en referencia a los reyes.

## Ubicación

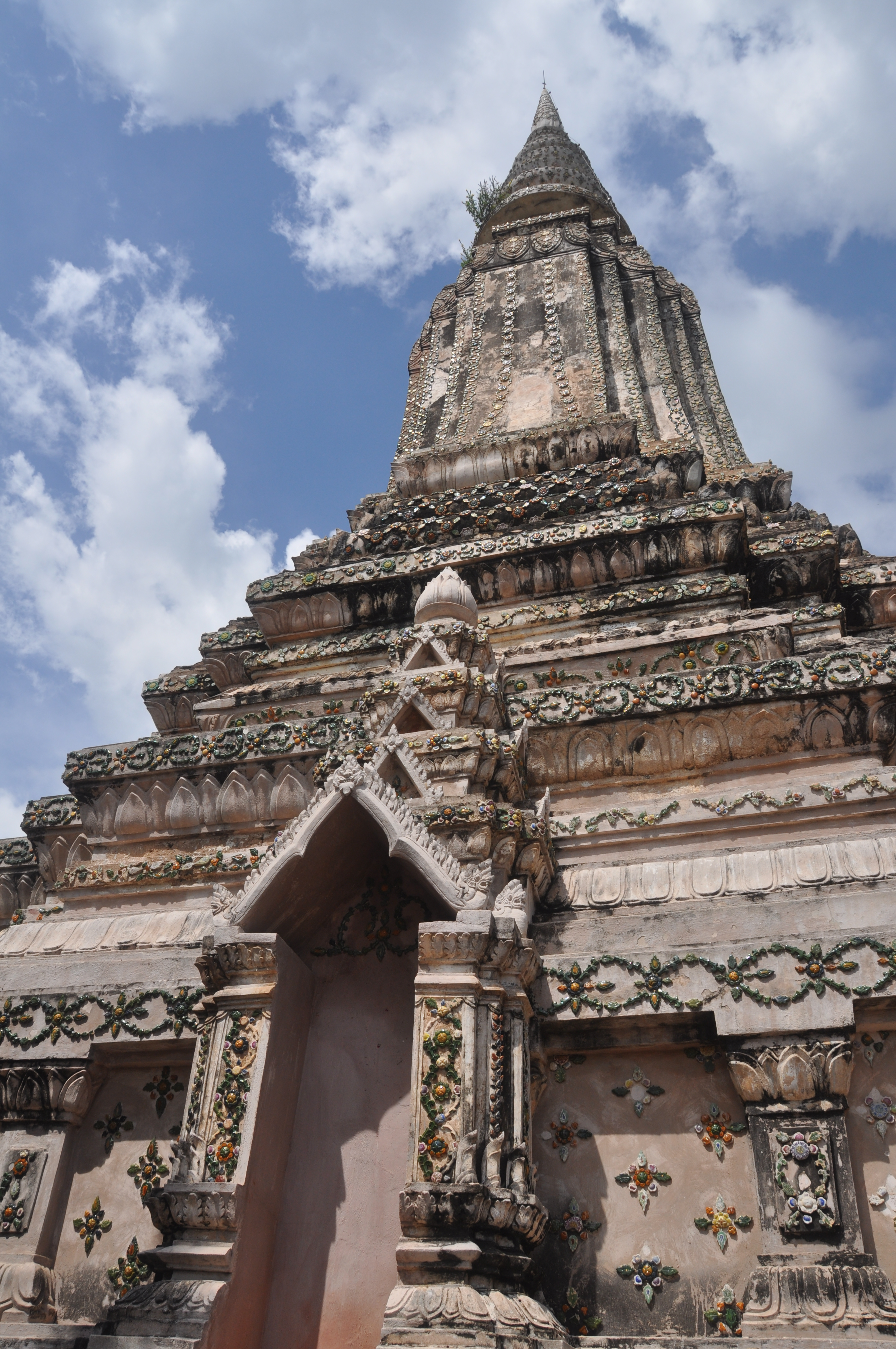
Estupa del rey Ang Duong

El centro arqueológico de Udong se encuentra situado en la capital provincial de Kompung Chinang, a 40 km al norte de Phnom Penh por la carretera 5, en la llanura camboyana central del Mekong. Algunas colinas conforman el panorama, entre las cuales se encuentra Phnom Udong, el sitio de interés.

## Phnom Udong
Phnom Udong (Monte Udong) es un complejo de estupas y santuarios que se aglomeran en una colina y que son en la actualidad centro de peregrinaje, visitantes y estudiosos. En el lugar se encuentran los restos de algunos reyes post-angkorianos. El principal ascenso está constituido por 509 escalones que conducen a un edificio de corte budista y que es en realidad una construcción contemporánea dedicada a Buda. El lugar es un mirador natural a la llanura de la Provincia de Kompung Chinang. Un camino bien marcado permite la visita de las siguientes estupas (chedi o chedei traduce osario o lugar para dejar las cenizas de los difuntos) entre las cuales pueden nominarse:
- Chedei Damrei Sam Poan que guarda las cenizas de los reyes Soriyopor y Ang Duong, el padre del rey Norodom, constructor de la estupa.
- Chedei Trai Trang.
- Chedei Mouk Pruhm que guarda las cenizas del rey Monivong.

También se encuentran numerosos templetes y altares a Buda y una réplica de Preah Koh (la vaca sagrada de las leyendas hindu-camboyanas). Al parecer la original en oro fue saqueada por los tailandeses en sus numerosas incursiones antes de la colonia francesa.

## Templo de Arthaross
Destaca el Templo de Arthaross, que sufrió gravemente los bombardeos estadounidenses durante la guerra. Había allí una inmensa estatua de Buda que fue destruida por los jemeres rojos en 1977. De la misma quedan solo pedazos. El Templo recuerda además la antigua leyenda jemer que habla de que hace muchos siglos todos los tesoros de Camboya se encontraban en una caverna próxima al Templo. Dicen que los chinos conocieron tal tesoro y reportaron ello en su propio país temiendo que los camboyanos pudieran llegar a ser un estado poderoso en la tierra. Los chinos pidieron entonces a los camboyanos que la estatua del Buda fuera construida mirando hacia China, es decir, al norte, de tal manera que la China pudiera ser protegida (las estatuas de Buda normalmente se construyen mirando hacia el oriente), pero al parecer tal idea solo benefició a China y dejó a Camboya sin llegar a cumplir su destino como nación potente.